# 炸弹

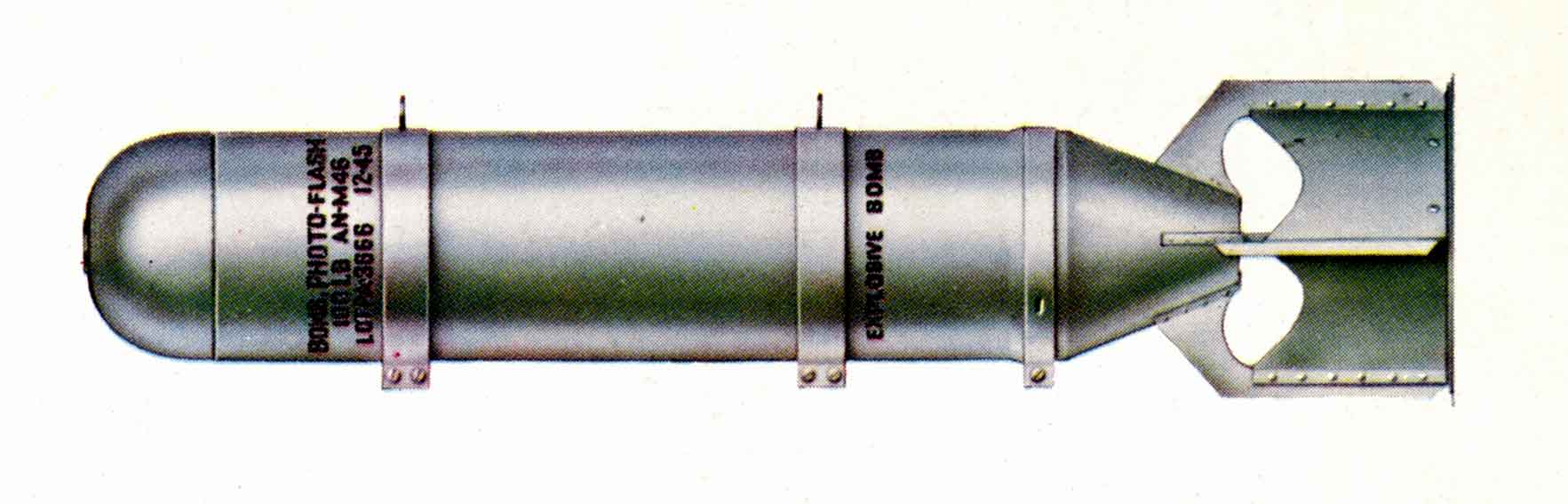
AN-M46炸彈

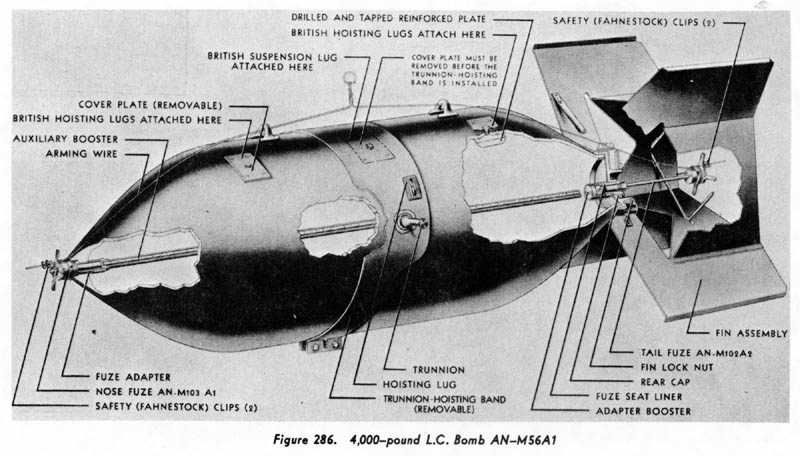
AN-M56空炸彈引信結構

炸弹是一种填充有爆炸性物質的威力武器。炸弹主要利用爆炸产生的巨大衝擊波、熱輻射與破片对攻击目标造成破坏，另外也有像中子弹这样产生大量中子放射线，主要对生物造成伤害，避免对有如建筑等物品造成损害，使經濟損失减至最小的特殊炸弹。
控制炸弹引爆的装置有定时器、遥控器、各種传感器（譬如风扇引信）、激光等。
炸弹多用于戰爭、恐怖活动等场合。現在威力最大的炸彈是沙皇炸彈。另外現代威力最强大的常規炸弹是GBU-43巨型空爆彈。
1849年奧地利利用氣球向威尼斯扔下最早的空投炸彈，1912年義大利攻打的黎波里塔尼亚首次使用硝化甘油炸彈。

## 炸弹种类
- 定時炸彈
- 汽车炸弹
- 郵包炸彈
- 空用炸彈
- 核子炸彈